# Bobonong (sous-district du Botswana)
Pour l’article homonyme, voir Bobonong.
Bobonong est un sous-district du Botswana.

## Villes
- Bobonong
- Damochojena
- Kobojango
- Lentswelemoriti
- Lepokole
- Mabolwe
- Mathathane
- Mmadinare
- Molalatau
- Moletemane
- Motlhabaneng
- Robelela
- Sefophe
- Semolale
- Tobane
- Tsetsebjwe
- Tshokwe